# Jedar

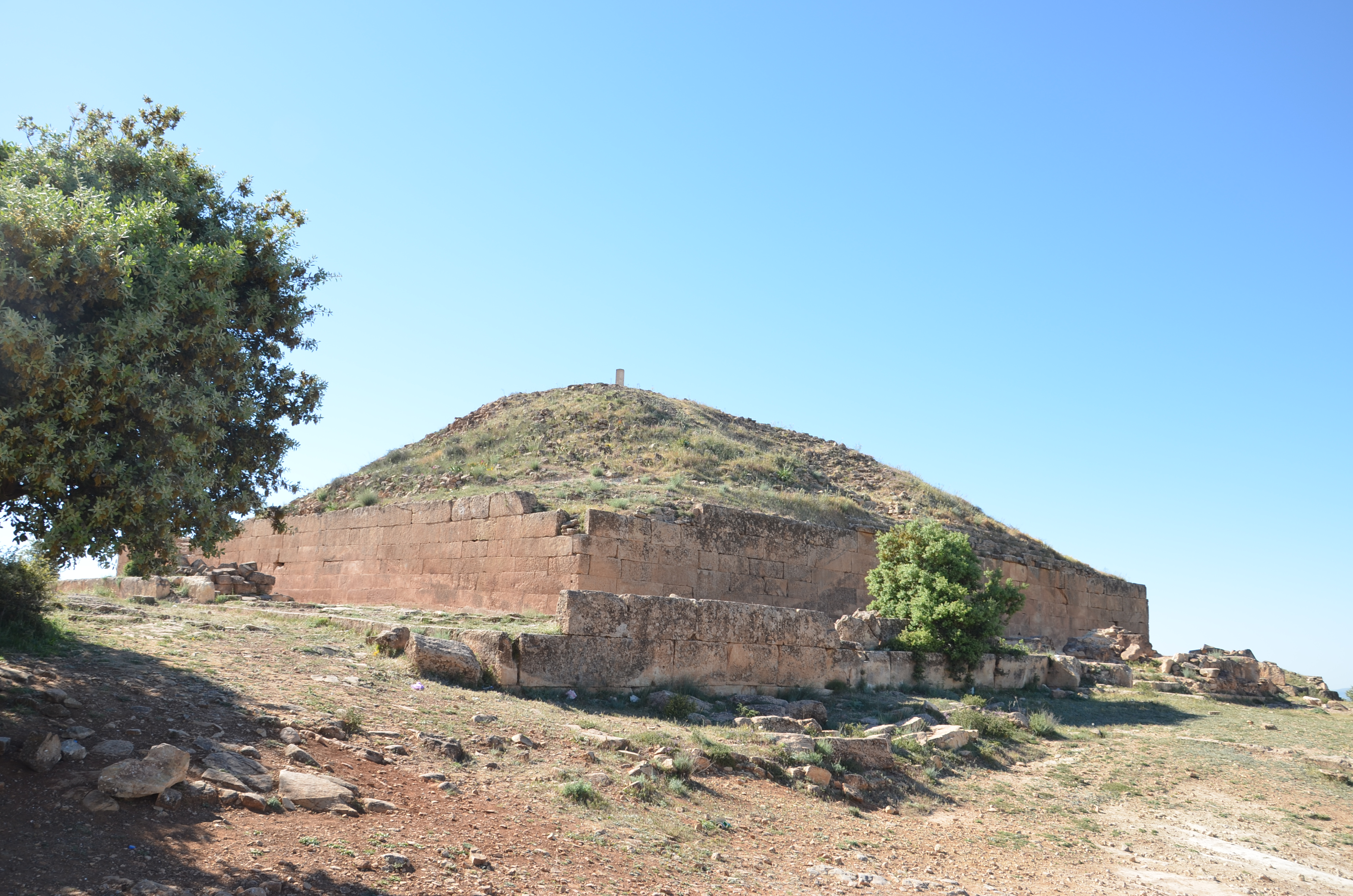
Jedar A bei Frenda, Algerien

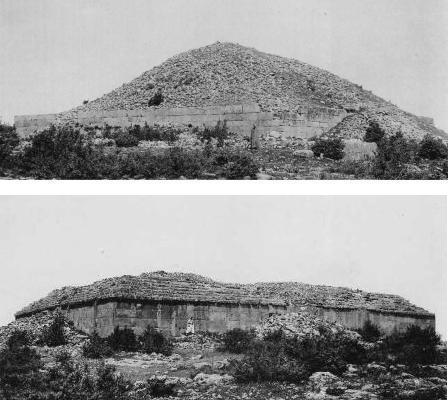
Fotos zweier Jedars (1901)

Der vom arabischen Wort جدار / ǧidār (= „Wand“ oder „Mauer“) abgeleitete Begriff Jedar oder Djedar bezeichnet einen im Grundriss quadratischen und von Steinmauern begrenzten Grabhügel (tumulus) bei der Stadt Frenda in der Provinz Tiaret im Norden Algeriens. Insgesamt sind 13 – allerdings nur schlecht erhaltene – Bauten dieser Art bekannt.

## Geschichte
Aus einigen wenigen erhaltenen Inschriften mit lateinischen Schriftzeichen lässt sich die Spätantike (4.–7. Jahrhundert) als Bauzeit erschließen; außerdem finden sich einige wenige, allerdings bislang nicht entschlüsselte Schriftzeichen in libysch-berberischer Schrift. Nach der Ankunft des Islam wurden bis auf wenige Ausnahmen (zum Beispiel Merinidengräber in Fès oder Saadier-Gräber in Marrakesch, Marokko) in Nordafrika keine Grabmonumente mehr errichtet. Mehr oder weniger systematische Ausgrabungen erfolgten in der Zeit der französischen Besetzung Algeriens.

## Architektur
Schöpfer der auf quadratischem Grundriss errichteten Königs- oder Fürstengräber waren Berber (möglicherweise von der Stammesgruppe der Banu Ifran), die in Kenntnis der weiter nördlich gelegenen runden Grabbauten vom Bazina-Typus ihre eigenen Vorstellungen verwirklichten, die eventuell auf den ebenfalls quadratischen oder rechteckigen Berberzelten basierten. Die Bauten sind zweigeschossig; der untere Teil war von exakt behauenen Steinen eingefasst, der obere (schlecht erhaltene) Teil hatte hingegen wahrscheinlich die Form eines Erdhügels (Tumulus) oder – wie einige Forscher behaupten – einer Pyramide.

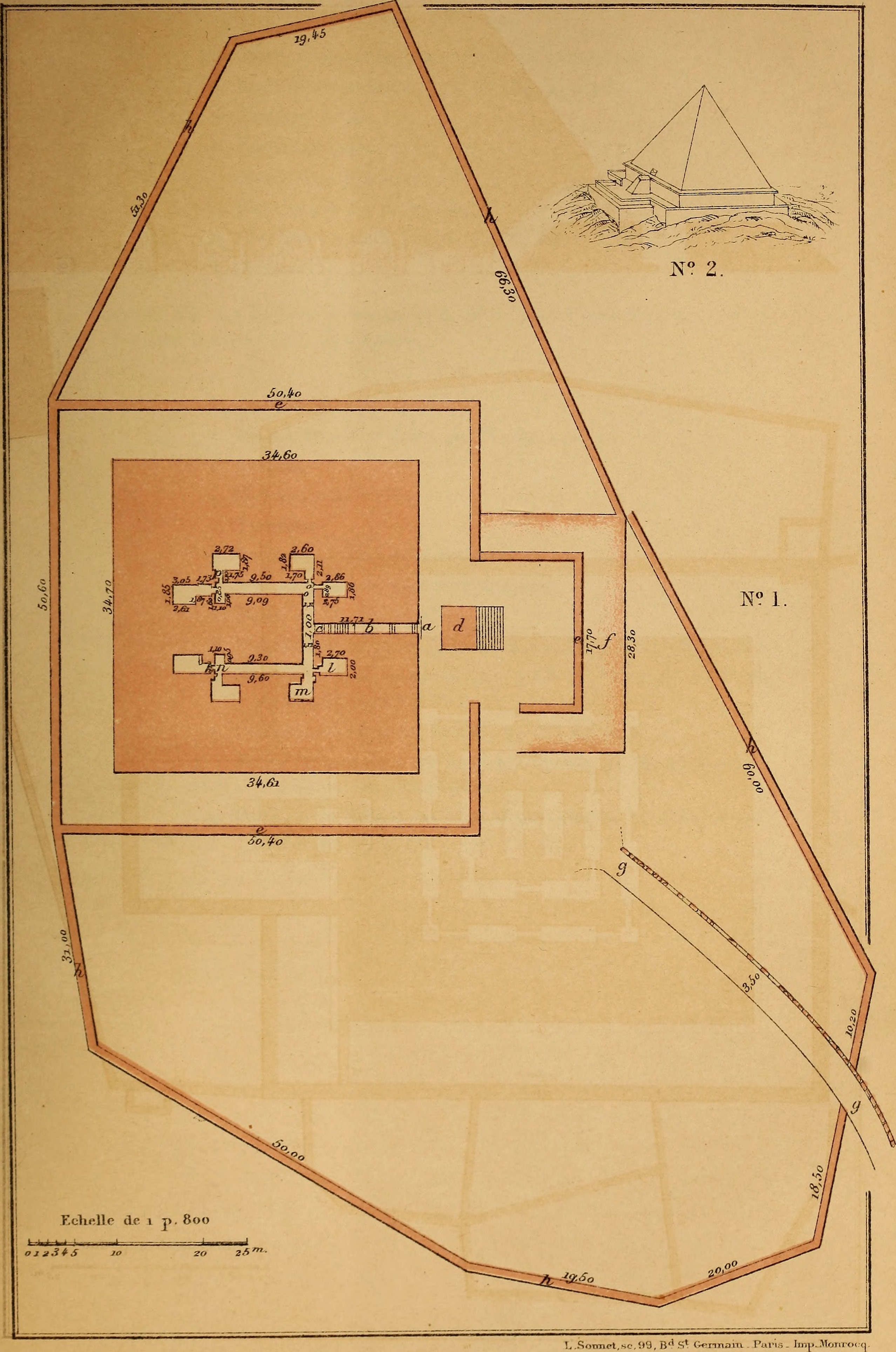
Grundrissskizze Jedar A
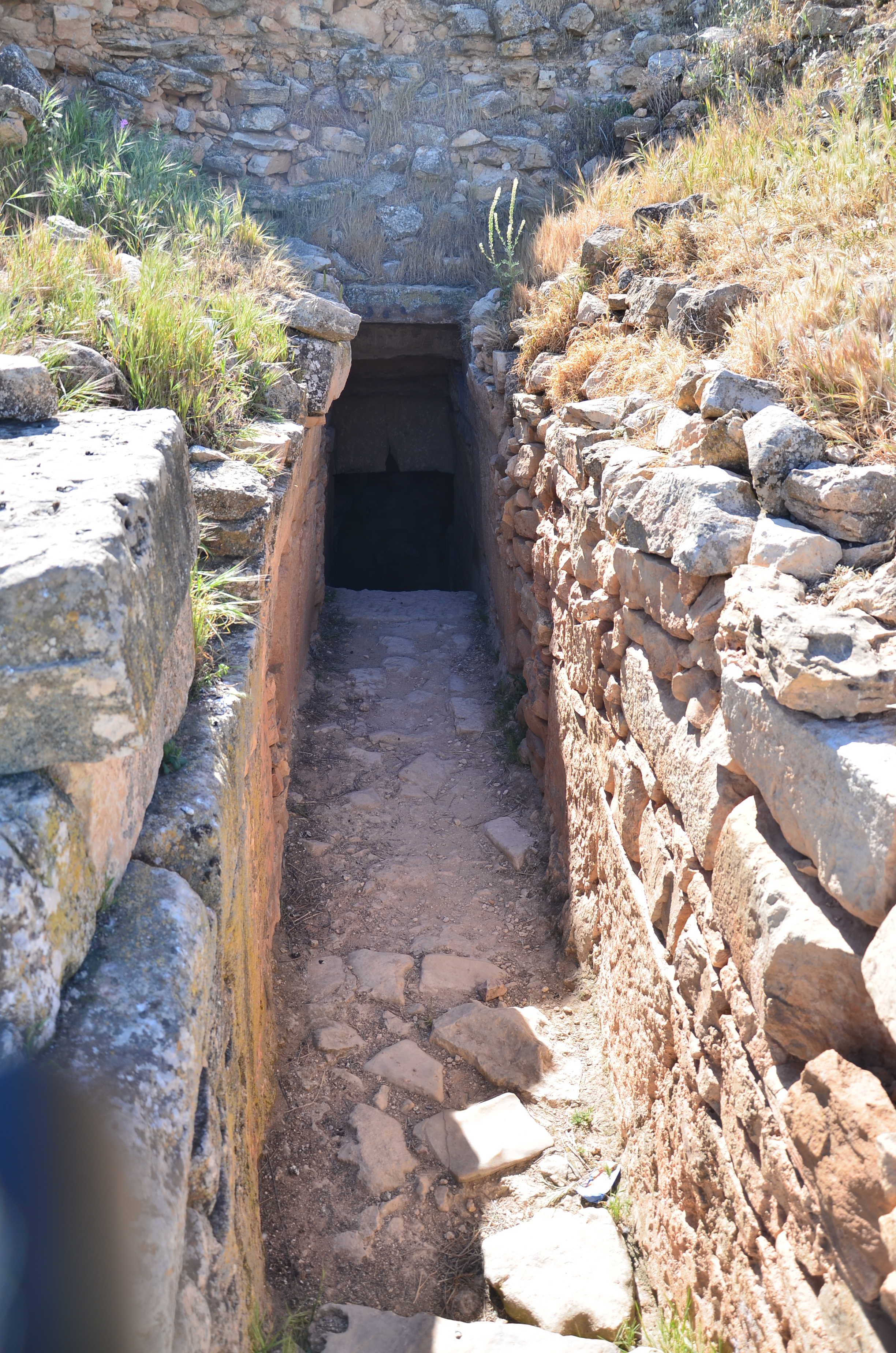
Zugang zum Jedar A
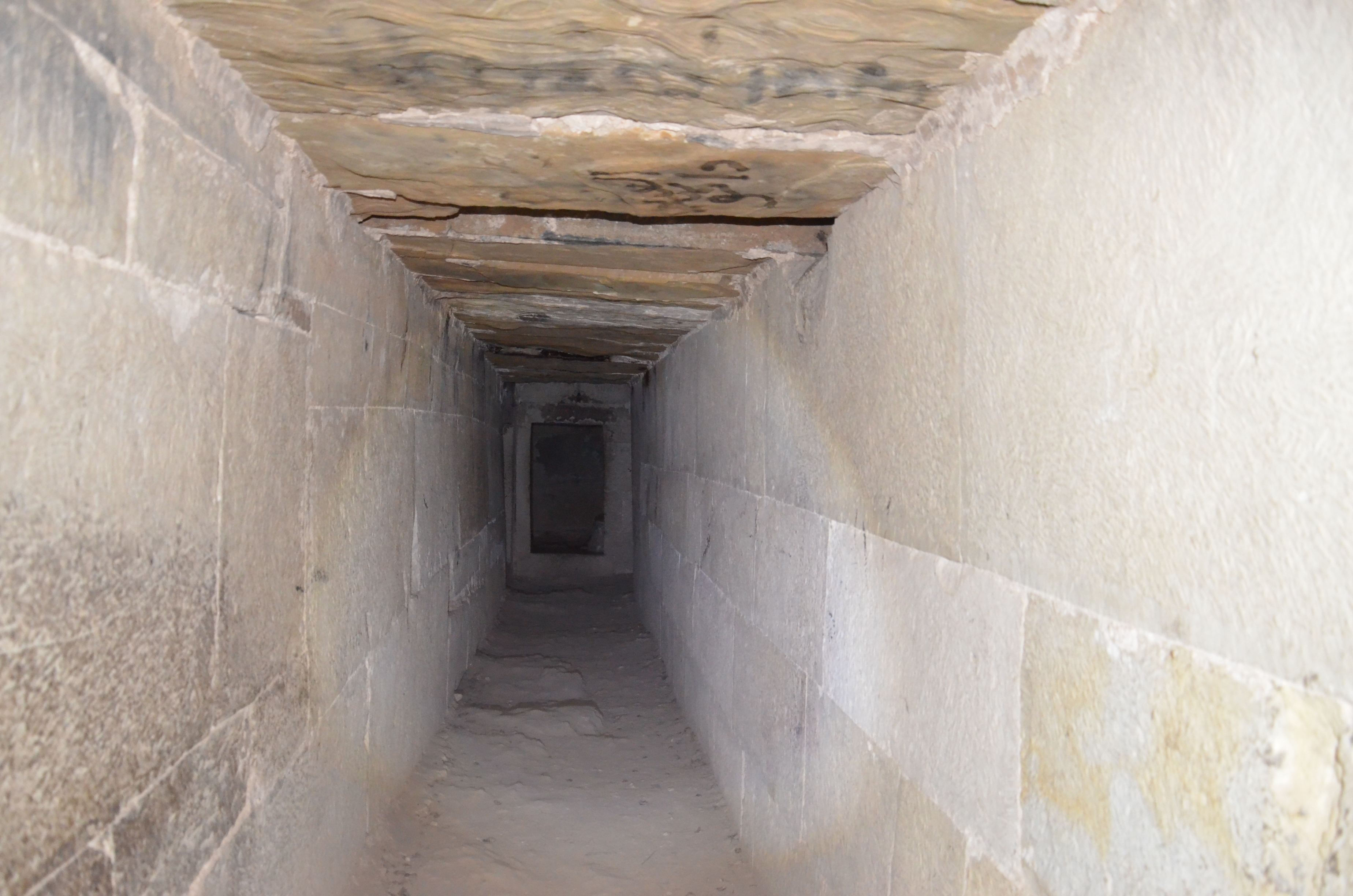
Gang im Inneren des Jedar A